# Dosimo
Dosimo (Dóseem in dialetto cremonese) è un centro abitato d'Italia, sede comunale del comune sparso di Persico Dosimo.
Al censimento del 21 ottobre 2001 contava 719 abitanti.

## Geografia fisica
Il centro abitato è sito a 48 m sul livello del mare.

## Storia
Dosimo è un piccolo centro agricolo di antica origine, già parte del contado di Cremona.
Nel 1757 il comune di Dosimo venne soppresso e aggregato al vicino comune di Carpaneta, che assunse la denominazione di «Carpaneta con Dosimo».
Nel 1810, durante l'età napoleonica, anche il comune di Carpaneta venne soppresso e aggregato a Persico, ma recuperò l'autonomia con il ritorno degli Austriaci.
Nel 1928 il comune di Carpaneta con Dosimo venne fuso con il comune di Persico, formando il comune di Persico Dosimo.